# The Louvin Brothers
The Louvin Brothers — американский кантри-дуэт, состоявший из братьев Айры Лаудермилка (1924—1965) и Чарли Лаудермилка (1927—2011), более известных как Айра и Чарли Лувины. Братья своим вокалом популяризировали узкие гармонии в жанре кантри.
Включены в Зал славы авторов песен Нэшвилла (1979) и Зал славы кантри (2001). Журнал Rolling Stone поставил The Louvin Brothers на 24-ю позицию в своём списке «100 величайших кантри-артистов всех времён» (2017), назвав их «величайшим певческим дуэтом в истории музыки кантри».

## История

### Начало карьеры
Айра и Чарли Лаудермилк родились 21 апреля 1924 и 7 июля 1927 года соответственно. Братья выросли в бедной фермерской семье на северо-востоке Алабамы, в основном в Хенагаре. Под влиянием родителей стали заниматься музыкой и с детства пели госпел, посещая церковь. Вдохновленные вокальными гармониями Delmore Brothers и Monroe Brothers (дуэт Билла и Чарли Монро), со временем они начали выступать на местной радиостанции. Братья взяли себе фамилию Лувин, поскольку оригинальную Лаудермилк считали слишком длинной для сценической работы. Айра освоил мандолину, а Чарли — гитару.
Первоначально с 1942 года они выступали под названием Radio Twins. Их сотрудничество прервалось, когда Чарли ушёл в армию во время Второй мировой войны. В этот период Айра играл с Чарли Монро. В 1947 году дуэт сменили название на The Louvin Brothers, выступая на радио в Ноксвилле. В начале 1950-х годов у дуэта опять произошел перерыв в карьере — на этот раз Чарли отправился на Корейскую войну, но в 1955 году братья воссоединились. В том же году после выступления на радио в Мемфисе, они дебютировали в Grand Ole Opry. Тогда же дуэт перешел от госпела к более светскому жанру — кантри, так как спонсировавшая радиопередачу табачная компания считала, что их продукция не совместима с религиозной музыкой. В Grand Ole Opry дуэт принимал участие вплоть до конца своей карьеры.

### Коммерческий успех
Впервые записываться братья начали ещё в период 1947—1952 годов на лейблах Apollo, Decca и MGM. Тогда появились их классические песни «Weapon of Prayer» и «Great Atomic Power». Первый коммерческий успех они получили на лейбле Capitol Records в 1952 году, с которым сотрудничали до самого распада дуэта.
Несмотря на то, что самые известные хиты The Louvin Brothers были выпущены в 1955—1956 годах — в эпоху раннего рок-н-ролла — музыкальный стиль братьев уже тогда был анахронизмом. Их высокие и тоскливые вокальные гармонии и соло Айры на мандолине были гораздо ближе к музыке кантри 1930-х годов, нежели к хонки-тонку или поп-кантри середины 1950-х. Например, первые хиты дуэта, попавшие в десятку чарта Hot Country Songs, такие как «When I Stop Dreaming», «I Don’t Believe You’ve Met My Baby» и «Hoping That You’re Hoping» даже не имели партии ударных, хотя и включали электрогитары. В своих песнях братья обычно смешивали госпел и светские формы музыки, затрагивая традиционные темы семьи, любви и верности. Также для их творчества характерно сильное влияние баптистской религии. Несмотря на переход к кантри, они сохраняли религиозную музыку в своем репертуаре: «Не думаю, что мы когда-либо играли концерт без госпела. Наша мать устроила бы нам взбучку за такое», — вспоминал позднее Чарли Лувин.
Успеху дуэта мешал крайне бурный образ жизни Айры. Он имел репутацию одного из лучших теноров в Нэшвилле и вероятно лучшего автора песен со времён Хэнка Уильямса. Однако также старший Лувин был известен пристрастием к алкоголю, резкими сменами настроения, приступами ярости и склонностью к насилию. На концертах он со злости неоднократно разбивал свою мандолину. Отношения Айры с его третьей женой Фэй закончились тем, что она выстрелила в него пять раз, когда он пытался задушить её телефонным проводом. Музыкант выжил, хотя и был тяжело ранен. Три пули, оказавшиеся слишком близко к позвоночнику, чтобы провести операцию, остались в его теле до самой смерти. Из-за этого скандала его отстранили от выступлений в Grand Ole Opry на несколько недель.
На пике карьеры The Louvin Brothers даже успели провести гастроли с Элвисом Пресли. Однако это сотрудничество не получило должного развития ввиду инцидента с участием Элвиса и Айры в 1956 году. Пресли и его мать были поклонниками Лувинов ещё со времён работы братьев в Мемфисе. Однажды закулисами Элвис начал играть на фортепиано госпел, попутно заметив, что такая музыка является его самой любимой. Эта реплика вызвала раздражение стоявшего рядом Айры: «Если это твоя любимая музыка, то почему ты не играешь её вон там [на сцене] вместо этого мусора [рок-н-ролла]». Пресли ему ответил и ситуация в итоге чуть не закончилась потасовкой. «Если у Элвиса и были намерения исполнять песни The Louvin Brothers, то после этого он от них отказался», — вспоминал Чарли.

### Падение популярности
В конце 1950-х годов изменение музыкального рынка, а также нестабильность и вспыльчивость Айры сыграли свою роль в окончании коммерческого успеха братьев. Несмотря на попытки лейбла и продюсера Кена Нельсона обновить звучание дуэта, включая неудачные записи без фирменной мандолины Айры, песня «My Baby’s Gone» 1959 года стала их последним крупным хитом. Под давлением рокабилли и рок-н-рола, популярность кантри падала и успех коллектива, основанного на традиционных гармониях, было крайне трудно поддерживать, даже добавляя в его звучание электрогитары.
Назревшие личные противоречия между Айрой и Чарли привели к распаду группы в 1963 году и началу каждым из братьев сольной карьеры. Несмотря на это, они поддерживали отношения, а Кен Нельсон всерьёз рассчитывал на воссоединение дуэта. Чарли пытался сначала договориться с Айрой о праве использовать для своего нового проекта название The Louvins, но впоследствии отказался от этой идеи — вместо этого он решил запустить сольную карьеру, в основе которой будут песни Чарли Лувина, а не ностальгия по The Louvin Brothers.

## После распада

### Айра Лувин
После распада дуэта Айра обосновался в родном штате Алабама. Он начал сольную карьеру, выступая иногда дуэтом со своей новой (четвертой) женой Флоренс — канадской певицей, известной под сценическим псевдонимом Энн Янг. В 1964 году он выпустил свой единственный сольный альбом The Unforgettable Ira Louvin.
Летом 1965 года Айра и Энн гастролировали в городах штата Миссури — в частности Канзас-Сити, Нью Блумфилд и Джефферсон-Сити. Отыграв все концерты, пара утром 20 июня поехала обратно домой в Хенагар по новой секции трассы Interstate 70 вместе со своими друзьями из Алабамы — супружеской четой Билли и Адель Барксдейл. По дороге у них на высокой скорости произошло лобовое столкновение с другим автомобилем. В итоге погибли все шесть человек, находившиеся в обоих автомобилях, включая Айру и Энн (её смерть констатировали по прибытии в больницу). В этой связи детали инцидента до конца не установлены, но известно, что вторая машина в результате заноса выехала на встречную полосу; внутри неё были найдены пять открытых бутылок ликёра и несколько банок пива.
Гибель Айры шокировала не только друзей и коллег братьев, но и музыкальную индустрию в целом, говорившую последние два года о «проклятье» кантри — невероятной череде смертей исполнителей в результате несчастных случаев. Было уничтожено почти целое поколение артистов в этом жанре, таких как Пэтси Клайн и её менеджер Рэнди Хьюз, Ковбой Копас, Хэнкшоу Хокинс, Джек Энглин, Тексас Руби, Джим Ривз и его менеджер и пианист Дин Мануэль. Ранее Айра и Билл Монро заключили пакт: тот из них, кто проживет дольше, споёт на похоронах другого. Монро сдержал обещание, исполнив на траурной церемонии песню «Where No One Stands Alone». На просьбу репортёра рассказать о тенорах в истории кантри, знаменитый своим высоким вокалом Монро ответил: «Всего два. И Айра умер».

### Чарли Лувин
Самостоятельная карьера Чарли началась двумя хитами, вошедшими в Топ-10 чарта Hot Country Songs («I Don’t Love You Anymore» и «See the Big Man Cry»). На момент смерти Айры, Чарли был уже широко популярен как самостоятельный исполнитель. Его альбомы стали выходить регулярно и сначала всегда содержали несколько песен The Louvin Brothers, хотя зачастую в исполнении одного Чарли. С 1964 по 1972 год он выпустил 20 синглов, которые попали в чарты Billboard — больше, чем они с Айрой в период расцвета их дуэта. Его «низкий» тенор вскоре обеспечил ему собственный узнаваемый вокальный стиль, а хитов было достаточно, чтобы отыграть длинный концерт. В ходе своих выступлений Чарли выделял отдельный сегмент для песен The Louvin Brothers.
Со временем Чарли начал дистанцироваться от коммерческой кантри-индустрии Нэшвилла и стал одним из первых артистов, которые записывали песни новых авторов, изменивших впоследствии облик жанра: Билла Андерсена, Эда Брюса («See the Big Man Cry»), молодого Роджера Миллера («Less and Less»), Вилли Нельсона («I Just Don’t Understand»), Джонни Рассела («Making Plans») и Криса Кристофферсона («The Perfect Stranger»). Также он нашёл себе партнёра по сочинению песен в лице Ларри Ли и стал добавлять в этот репертуар оригинальные композиции.
Вокальные гармонии, пускай и без Айры, сохранили присутствие и в собственной в музыке Чарли. Фирменные высокие и чистые дуэты Лувинов вышли из моды в кантри 1960-х и 1970-х годов. Их место занял тренд «мужчина -женщина», популяризованный впервые в 1940-е годы женатыми парами Лулу Белль и Скотти, а также Уилмой Ли и Стони Купером. В 1960-х годах такие дуэты вновь вернулись в чарты благодаря Карлу и Пёрл Батлер, Дэвиду Хьюстону и Тэмми Уайнетт, Конвею Твитти и Лоретте Линн. Тем не менее они крайне редко были выдержаны в традиционном стиле «узких» гармоний Чарли и Айры.
Чарли приспособился к этой новой манере гармонического пения. Сначала он нашел себе партнёршу в лице молодой певицы Дайан Макколл. С 1970 года её стала подменять более знаменитая Мелба Монтгомери, работавшая прежде с Джорджем Джонсом. В течение следующих лет они с Чарли сотрудничали на нескольких синглах и альбомах, возрождая на них старые госпел-гармонии. Среди их хитов были «Something to Brag About» (1970) и «Did You Ever» (1971). В целом же в 1970-е и 1980-е годы Чарли был больше известен своими регулярными появлениями на еженедельных трансляциях Grand Ole Opry.
В 1996 году Чарли выпустил диск The Longest Train, на котором к нему присоединились Бэрри и Холли Ташьян, а также Джим Лодердейл. В 2007 году он представил альбом, названный просто Charlie Louvin, который был номинирован на «Грэмми». На этой работе он сотрудничал с Элвисом Костелло, Джорджем Джонсом и Томом Ти Холлом. Его диск Steps to Heaven (2008) состоял из традиционных госпел-песен, а пластинка на военную тему The Battles Rage On (2010) стала его последней. В июне того же года у Чарли Лувина был диагностирован рак поджелудочной железы, который привел к его смерти 26 января 2011 года. За время сольной карьеры он выпустил более 20 альбомов и свыше 100 синглов.

## Наследие и популяризация
За свою карьеру с 1947 по 1963 годы The Louvin Brothers оставили 219 коммерчески записанных песен и 18 альбомов для Capitol (на момент смерти Айры лишь немногие оставались в продаже). Сам Чарли Лувин оценивал общее количество сочинённых ими композиций в разные годы в четыре-пять сотен, которые выходили на трёх рекорд-лейблах. Всего братья за свою карьеру получили 18 наград как сочинители и посвящены в Зал славы авторов песен Нэшвилла. Несмотря на распад дуэта, их композиции продолжали оказывать влияние на американскую музыку — сначала в рамках блюграсса, а затем и других жанров. В 1960-е и 1970-е годы через творчество The Louvin Brothers молодые артисты открывали для себя сложность гармонического пения в противовес захлестнувшему мейнстримовый кантри кантриполитену, а затем и течению «городской ковбой».
В блюграссе заметными популяризаторами The Louvin Brothers стали их друзья Jim and Jessie, превратившие около полудюжины песен братьев в блюграсс-стандарты (например, «Are You Missing Me»). Среди других были The Osborne Brothers, Flatt&Scruggs, Мак Уайзман и более прогрессивные Thе Сountry Gentelman. В мейстримовом кантри многие годы репертуар The Louvin Brothers играли The Browns — их первым хитом стала «I Take the Chance». Песни дуэта исполняли также Карл Смит, Рой Экафф, Китти Уэллс. С появлением в 1980-е годы неотрадционализма, в кантри вернулся классический высокий стиль «узкого» гармонического пения и творчество Лувинов вдохновило таких представителей этого течения как Рики Скэггс, Рэнди Трэвис, Винс Гилл и The Whites. Наиболее перепеваемой среди всех композиций дуэта оказалась «When Stop Dreaming»: только с 1955 по 1975 годы её записали более 90 артистов, в числе которых Дон Гибсон и Рэй Чарльз.
Наибольшую известность The Louvin Brothers за пределами блюграсса и традиционного кантри обеспечила Эммилу Харрис. Сначала её наставник Грэм Парсонс представил музыку Лувинов рок-аудитории, записав песню «Christian Life» с группой The Byrds, а позднее треки «Clash On The Barrelhead» и «The Angels Rejoiced in Heavens Last Night» дуэтом с Харрис. После смерти Парсонса, певица продолжила продвигать композиции дуэта и заново представила их уже кантри-аудитории. Песня братьев «If I Could Only Win Your Love» с её дебютной пластинки 1975 года попала в Топ-5 чарта Hot Country Songs и вошла в Hot 100. Альбомы The Louvin Brothers на тот момент уже пропали из продажи, но благодаря своей репутации и связям в индустрии, певица получила доступ к записям дуэта из архива Фонда музыки кантри и начала планомерно включать их песни в свой концертный репертуар.
На своих альбомах Харрис исполнила песни «Satan’s Jewel Crown», «When I Stop Dreaming», «You’re Learning», «Every Time You Leave» (с Доном Эверли) и «Love Don’t Care» (с Чарли Лувином). Певица также сподвигла других поп-ориентированных артистов, таких как Линда Ронстадт и Николетт Ларсен записывать материал дуэта. Как отмечал критик Чет Флиппо, в итоге она в одиночку вернула к жизни каталог песен The Louvin Brothers. Сам Чарли Лувин говорил, что Грэм Парсонс сделал для The Louvin Brothers очень серьёзное благо, познакомив Харрис с их творчеством. «Эммилу оказала большую услугу каталогу музыки The Louvin Brothers. Я полагаю, это всего около 500 песен, и она записала пять или шесть из них, за что я признателен. И я знаю, что Айра был бы тоже», — отмечал Чарли в интервью NPR 2010 года. В 2008 году он также лично посвятил певицу в Зал славы кантри в ходе медальонной церемонии.
В 1980-е годы наметилась тенденция к переизданию материала The Louvin Brothers, циркулировавшего ранее преимущественно на любительских кассетах и среди коллекционеров. Поскольку основной владелец их записей (рекорд-лейбл Capitol) не проявлял особого интереса, этим занялись независимые компании. Так, в 1986 году Фонд музыки кантри выпустил записи радиоконцертов дуэта 1951—1957 годов. Лейбл Rounder издал аналогичные записи из начала 1950-х годов, а также песни времен сотрудничества Лувинов с MGM, а лейбл Copper Creek — редкие концертные записи дуэта. Кульминацией этой деятельности стал изданный немецким лейблом Bear Family сборник Close Harmony (1992) на восьми компакт-дисках, содержавший все коммерческие записи The Louvin Brothers в отреставрированном виде. В 1990-е годы их песни и манера гармонического пения продолжили оставаться в репертуаре сотен кантри, фолк- и рок- артистов.
В 2001 году The Louvin Brothers были включены в Зал славы кантри. Выпущенный в 2003 году трибьют-альбом Livin’, Lovin’, Losin’: Songs of the Louvin Brothers, спродюсированный Карлом Джексоном, получил премию «Грэмми» в категории «Лучший кантри-альбом». В записи диска приняли участие Глен Кэмпбелл, Джонни Кэш, Джеймс Тейлор, Эммилу Харрис, Элисон Краусс, Винс Гилл, Мерл Хаггард, Линда Ронстадт, Долли Партон и другие артисты. В 2017 году журнал Rolling Stone поставил The Louvin Brothers на 24-ю позицию в своём списке «100 величайших кантри-артистов всех времён».

## Избранная дискография
- 1956: The Louvin Brothers
- 1956: Tragic Songs of Life
- 1957: Nearer My God to Thee
- 1958: Ira and Charlie
- 1958: The Family Who Prays
- 1958: Country Love Ballads
- 1959: Satan Is Real
- 1960: My Baby’s Gone
- 1960: A Tribute to the Delmore Brothers
- 1961: Encore
- 1961: Christmas with the Louvin Brothers
- 1962: The Weapon of Prayer
- 1963: Keep Your Eyes on Jesus
- 1964: The Louvin Brothers Sing and Play Their Current Hits
- 1965: Thank God for My Christian Home
- 1966: Ira and Charles
- 1967: Two Different Worlds
- 1967: The Great Roy Acuff Songs
- 1968: Country Heart and Soul
- 1973: The Great Gospel Singing of The Louvin Brothers
- 1975: Live at New River Ranch
- 1976: I Don’t Believe You Met My Baby
- 1978: Songs That Tell a Story
- 1990: Early MGM Recordings
- 1992: Close Harmony
- 1995: Greatest Hits
- 1995: When I Stop Dreaming: The Best of the Louvin Brothers
- 2006: The Essential Louvin Brothers 1955—1964: My Baby’s Gone

### Хит-синглы
| Год  | Сингл                                | Место      |
| Год  | Сингл                                | US Country |
| ---- | ------------------------------------ | ---------- |
| 1955 | «When I Stop Dreaming»               | 8          |
| 1956 | «I Don’t Believe You’ve Met My Baby» | 1          |
| 1956 | «Hoping That You’re Hoping»          | 7          |
| 1956 | «You’re Running Wild»                | 7          |
| 1956 | «Cash on the Barrelhead»A            | 7          |
| 1957 | «Don’t Laugh»                        | 11         |
| 1957 | «Plenty of Everything but You»       | 14         |
| 1958 | «My Baby’s Gone»                     | 9          |
| 1959 | «The Knoxville Girl»                 | 19         |
| 1961 | «I Love You Best of All»             | 12         |
| 1961 | «How’s the World Treating You»       | 26         |
| 1962 | «Must You Throw Dirt in My Face»     | 21         |

- AСторона «Б» сингла «You’re Running Wild».